# E. C. Tubb
E. C. Tubb, pseudonimo di Edwin Charles Tubb (Londra, 15 ottobre 1919 – Londra, 10 settembre 2010), è stato uno scrittore britannico.
Prolifico autore di romanzi di fantascienza, fantasy e western (scrisse più di 140 romanzi e 230 racconti brevi), è maggiormente conosciuto per la saga di fantascienza epica ambientata in un remoto futuro di Dumarest (conosciuta negli USA come: Dumarest of Terra). Michael Moorcock ha detto «La sua reputazione nello scrivere fantascienza colorita e ricca di azione è insuperata in Britannia.»
Pubblicò la maggior parte dei suoi lavori sotto vari pseudonimi, tra cui Gregory Kern, Carl Maddox, Alan Guthrie, Eric Storm e George Holt. Nel corso di cinque decenni usò oltre 58 nomi diversi, sebbene alcuni di questi fossero nomi della casa editrice, usati anche da altri scrittori: Volsted Gridban (usato anche da John Russell Fearn), Gill Hunt (usato anche da John Brunner e Dennis Hughes), King Lang (usato anche da George Hay e John W. Jennison), Roy Sheldon (usato anche da H. J. Campbell) e Brian Shaw. L'alias di Charles Grey fu usato solo da lui e acquisì un grande seguito all'inizio degli anni cinquanta.

## Biografia
Tubb nacque a Londra, dove risiedette fino alla sua morte nel 2010. Sposò Iris Kathleen Smith nel 1944 e lasciò due figlie, Jennifer and Linda, e le nipoti Lisa Elcomb and Julie Hickmott.

### Carriera
Avido lettore di romanzi pulp di fantascienza e fantasy da giovane, Tubb scoprì che aveva un particolare talento come scrittore in questi generi quando la sua storia breve No Short Cuts venne pubblicata sulla rivista New Worlds nel 1951. Decise di diventare scrittore a tempo pieno e divenne rinomato per la velocità e la varietà della sua produzione.
Tubb collaborò a molte delle riviste degli anni cinquanta, tra cui Futuristic Science Stories, Science Fantasy, Nebula e Galaxy Science Fiction. Curò l'edizione della rivista Authentic Science Fiction per quasi due anni dal febbraio 1956 fino alla sua chiusura nell'ottobre 1957. in questo periodo trovando difficoltà nel reperire buoni scrittori per contribuire alla rivista, scrisse egli stesso la maggior parte delle storie, sotto una varietà di pseudonimi: un numero della rivista fu scritto interamente da Tubb, inclusa la colonna delle lettere.
La sua opera principale nel campo della fantascienza comparve tra il 1967 e il 1985, con due volumi finali nel 1997 e nel 2008. La sua seconda serie principale, Cap Kenney, venne scritta tra il 1973 e il 1983.
Negli ultimi anni Tubb ha aggiornato molti dei suo romanzi degli anni cinquanta per i lettori del ventunesimo secolo.
Tubb fu uno dei cofondatori della British Science Fiction Association.

## Produzione letteraria

### Saga di Dumarest
L'opera più conosciuta di Tubb è la Saga di Dumarest (pubblicata negli Stati Uniti come Dumarest of Terra), una saga di fantascienza epica ambientata in un lontano futuro, che racconta le avventure del viaggiatore Earl Dumarest nel corso dei viaggi per ritrovare il suo pianeta madre, la Terra. Scritto originariamente in quello che Michael Moorcock ha descritto come un'«imitazione conscia e riconosciuta» delle storie di Leigh Brackett dedicate a Eric John Stark, la serie si evolve successivamente nello stile di scrittura proprio di Tubb.
Pubblicata nel corso di più di 40 anni, la saga di Dumarest comprende un totale di 33 romanzi, di cui ventiquattro sono stati tradotti in italiano. L'ultimo, che chiude la ricerca della Terra da parte di Dumarest, venne pubblicata nel 2008 dalla Homeworld Press di Chicago. Un paio di storie brevi di Dumarest, intitolate Child of Earth e Figona e pubblicate nelle antologie di fantascienza Fantasy Adventures 1 (2002) e Fantasy Adventures 2 (2003), erano degli estratti da sue opere più lunghe.

### Serie di Cap Kennedy
L'altra serie principale di Tubb, quella di "Cap Kennedy", è una space opera nello stile di Perry Rhodan. I romanzi seguono le avventure del Capitano 'Cap' Kennedy, un Free Acting Terran Envoy (F.A.T.E.) con licenza di agire come giudice, giuria ed esecutore e con il potere di intervenire in molte situazioni che minacciano la pace della Terran Sphere, una federazione interplanetaria centrata sulla Terra. Nel Regno Unito è conosciuta come "F.A.T.E." e sono stati pubblicati solo i primi sei libri.
Il ricco e indipendente Cap Kennedy opera dalla sua astronave personale Mordain, assistito nelle sue missioni dall'ingegnere Penza Saratov, dal veterano scienziato Professor Jarl Luden e dal navigatore alieno Veem Chemile, un camaleonte umanoide che afferma di discendere dagli Zheltyana, un'antica razza che ha dominato la galassia nel remoto passato, prima di svanire senza lasciare tracce. La scoperta di artefatti misteriosi abbandonati dagli Zheltyana su mondi diversi è spesso il punto di partenza per le storie della serie.
Tubb scrisse 17 romanzi di Cap Kennedy, tutti sotto le pseudonimo di Gregory Kern; solo i primi quattro sono stati tradotti in italiano.
Questi libri furono la base per la serie "Commander Scott" dell'editore tedesco Bastei, che comprendeva tutti i libri di "Cap Kennedy" scritti da Tubb più ulteriori romanzi, scritti sotto pseudonimo da diversi autori tedeschi. Pubblicato nel formato Groschenheft (una versione ridotta delle riviste pulp), la serie durò 42 numeri dal 1975 al 1976.

### Spazio 1999
Tubb è l'autore di sei romanzi basati sulla serie televisiva di fantascienza Spazio 1999 di Gerry Anderson del 1975. Breakaway (1975), Collision Course (1975) e Earthbound (2003) sono trasposizioni letterarie di 11 sceneggiature scritte per la prima stagione della serie (comprese due che furono girate come episodi della seconda stagione), mentre Alien Seed (1976), Rogue Planet (1976) e Earthfall (1977, rivista nel 2002) sono romanzi originali ambientati nella continuity della prima stagione. L'ultima rigetta il cambio di formato della seconda stagione e fornisce una conclusione alla storia di Spazio 1999. È anche l'autore di Dead End, una storia breve pubblicata nell'antologia dedicata a Spazio 1999, Shepherd Moon (2010).

### Altre opere di fantascienza
Il romanzo indipendente di Tubb meglio conosciuto è Nati nello spazio o Lungo viaggio nella notte (The Space-Born, 1956; inizialmente pubblicato come Star Ship sulla rivista New Worlds Science Fiction, 1955). Riconosciuto come uno dei capolavori del filone delle "navi generazionali", il libro racconta la storia di una società alla sedicesima generazione nel suo viaggio dalla Terra a Pollux. La trama è incentrata su un protagonista il cui lavoro consiste nell'eliminare chiunque sia diventato un peso per la società, per cattiva salute, instabilità mentale o vecchiaia (specificatamente gli over 40).
Tra le altre opere a sé stanti degne di nota vi sono I pionieri di Marte (Alien Dust, 1955), che racconta i primi 35 anni di una colonia terrestre su Marte e Moon Base (1964), un thriller di fantascienza investigativa ambientato su una base lunare britannica, dove è in corso di realizzazione un computer biochimico. Le raccolte di racconti brevi Ten From Tomorrow (1966), A Scatter of Stardust (1972), The Best Science Fiction of E.C. Tubb (2003) e The Wager: Science Fiction Mystery Tales (2011) contengono il meglio dei racconti brevi di Tubb, The Last Day of Summer (1955), Little Girl Lost (1955, adattato da Stanford Whitmore per un episodio di Mistero in galleria), Attesa (Vigil, 1956), Le campane di Acheron (The Bells of Acheron, 1957), Il pivello (Fresh Guy, 1958), Il vaso Ming (The Ming Vase, 1963), J is for Jeanne (1965) ed Evane (1973).

### Altri generi
Al di fuori della fantascienza, Tubb scrisse 11 romanzi western, un giallo e un romanzo ambientato nella Legione straniera per la Badger Books. Anche in questo caso molti furono pubblicati sotto una varietà di pseudonimi, tra cui il nome della casa editrice "Chuck Adams", che era usato anche da altri autori. Negli anni settanta scrisse una trilogia di romanzi storici ambientati nell'antica Roma, sotto lo pseudonimo di Edward Thomson.

## Riconoscimenti
Tubb fu ospite d'onore alla Heicon, la World Science Fiction Convention del 1970, a Heidelberg in Germania. 
Vinse cinque volte il premio letterario della rivista Nebula Science Fiction (1953–1958) e ricevette il Cytricon Literary Award per il miglior autore britannico di SF, del 1955. Il suo racconto breve Lucifer! vinse l'Europa Prize nel 1972. Nel 2010, il suo romanzoThe Possessed (2005, versione rivista di Touch of Evil del [1959]) vinse il Premio Italia per il miglior romanzo internazionale.

## Opere

### Saga di Dumarest
1. Libro Primo - I venti di Gath (The Winds of Gath, 1967, pubblicato anche con il testo lievemente modificato come Gath [1968, 2010])
2. Libro Secondo - Derai, pubblicato anche come Fuga dal labirinto (Derai, 1968, pubblicato anche come The Death Zone [2010])
3. Libro Terzo - L'uomo di balocco (Toyman, 1969)
4. Libro Quarto - Kalin, pubblicato anche come Scalo su Logis (Kalin, 1969)
5. Libro Quinto - Il burlone allo Sfregio, pubblicato anche come Il pianeta senza legge (The Jester at Scar, 1970)
6. Libro Sesto - Lallia, pubblicato anche come Domani la Terra? (Lallia, 1971)
7. Libro Settimo - Technos (Technos, 1972)
8. Libro Ottavo - Veruchia (Veruchia, 1973)
9. Libro Nono - Prigioniero di un mondo pubblicato anche come Il pianeta femmina (Mayenne, 1973)
10. Libro Decimo - Jondelle (Jondelle, 1973)
11. Libro Undicesimo - Dumarest va alla guerra (Zenya, 1974)
12. Libro Dodicesimo - La città prigione (Eloise, 1975)
13. Libro Tredicesimo -L'occhio dello zodiaco (Eye of the Zodiac, 1975)
14. Libro Quattordicesimo - Il fante di spade (Jack of Swords, 1976)
15. Libro Quindicesimo - Spettro di un sole dimenticato (Spectrum of a Forgotten Sun, 1976)
16. Libro Sedicesimo - Il rifugio delle tenebre (Haven of Darkness, 1977)
17. Libro Diciassettesimo - La Prigione della notte - (Prison of Night, 1977)
18. Libro Diciottesimo - Incidente su Rha (Incident on Ath, 1978)
19. Libro Diciannovesimo - Il settore Quillian (The Quillian Sector, 1978)
20. Libro Ventesimo - Una rete di sabbia (Web of Sand, 1979)
21. Libro Ventunesimo - L'universo di Iduna (Iduna's Universe, 1979)
22. Libro Ventiduesimo - I dati di Terra (The Terra Data, 1980)
23. Libro Ventitreesimo - Un mondo di promesse (World of Promise, 1980)
24. Libro Ventiquattresimo Il nettare del Paradiso (Nectar of Heaven, 1981)
25. The Terridae (1981)
26. The Coming Event (1982)
27. Earth is Heaven (1982)
28. Melome (1983, pubblicato nel Regno Unito con Angado [1984] come Melome and Angado [1988])
29. Angado (1984, pubblicato nel Regno Unito con Melome [1983] come Melome and Angado [1988])
30. Symbol of Terra (1984, pubblicato nel Regno Unito con The Temple of Truth [1985] come Symbol of Terra and The Temple of Truth [1989])
31. The Temple of Truth (1985, pubblicato nel Regno Unito con Symbol of Terra [1985] come Symbol of Terra and The Temple of Truth [1989])
32. The Return (1997, scritto nel 1985 ma precedentemente pubblicato solo in francese come Le Retour [1992])
33. Child of Earth (2008)

- The Winds of Gath / Derai (1973, edizione omnibus di The Winds of Gath [1967] e Derai [1968])
- Mayenne and Jondelle (1981, edizione omnibus di Mayenne [1973] e Jondelle [1973])
- Dumarest of Terra Omnibus (2005, edizione omnibus di The Winds of Gath [1967], Derai [1968], Toyman [1969] e Kalin [1969])

### Cap Kennedy
Tutti pubblicati come Gregory Kern.
1. Libro Primo: Universo parallelo (Galaxy of the Lost, 1973)
2. Libro Secondo: Gli schiavi di Sergan (Slave Ship from Sergan, 1973)
3. Libro Terzo: I ribelli di Metalaze (Monster of Metelaze, 1973)
4. Libro Quarto: Il nemico nella testa (Enemy Within the Skull, 1974)
5. Jewel of Jarhen (1974)
6. Seetee Alert! (1974)
7. The Gholan Gate (1974)
8. The Eater of Worlds (1974)
9. Earth Enslaved (1974)
10. Planet of Dread (1974)
11. Spawn of Laban (1974)
12. The Genetic Buccaneer (1974)
13. A World Aflame (1974)
14. The Ghosts of Epidoris (1975)
15. Mimics of Dephene (1975)
16. Beyond the Galactic Lens (1975)
17. The Galactiad (1983, precedentemente pubblicato in tedesco come Das Kosmiche Duelle [1976])

I primi quattro libri sono stati pubblicati in italiano nella raccolta Le missioni di Capitan Ken libero agente spaziale, Cosmo. Collana di Fantascienza 136/137, Editrice Nord, Milano. Traduzione di Giampaolo Cossato e Sandro Sandrelli.

### Spazio 1999
1. Breakaway (1975)
2. Collision Course (1975)
3. Alien Seed (1976)
4. Rogue Planet (1976)
5. Earthfall (1977, pubblicato anche nell'edizione rivista per il ventincinquennale [2002])
6. Earthbound (2003)

### The Chronicles of Malkar
1. Death God's Doom (1999)
2. The Sleeping City (1999)

### Altri romanzi di fantascienza
- Saturn Patrol (1951), come King Lang
  - pubblicato anche come Saturn Patrol (1996), come E.C. Tubb
- Planetfall (1951), come Gill Hunt
- Argentis (1952), come Brian Shaw
  - pubblicato anche come Argentis (1979), come E.C. Tubb
- Anero-Tanap, zona proibita (Alien Impact, 1952)
- Nemici nell'infinito (Alien Universe, 1952), come Volsted Gridban
  - pubblicato anche come The Green Helix (2009), come E.C. Tubb
- Reverse Universe (1952), come Volsted Gridban
- Pianeta rosso (Atom War on Mars, 1952)
- Panetoid Disposals Ltd. (1953), come Volsted Gridban
- Il popolo delle stelle (De Bracy's Drug, 1953), come Volsted Gridban
  - pubblicato anche come De Bracy's Drug (2004), come E.C. Tubb
  - pubblicato anche come The Freedom Army (2009), come E.C. Tubb
- Fugitive of Time (1953), come Volsted Gridban
- The Wall (1953), come Charles Grey
  - pubblicato anche come The Wall (1999, 2009), come E.C. Tubb
- La tribù dei verdi (The Mutants Rebel, 1953)
  - pubblicato anche come World in Torment (2008)
- Dynasty of Doom (1953), come Charles Grey
- The Tormented City (1953), come Charles Grey
  - pubblicato anche come Secret of the Towers (2008), come E.C. Tubb
- Space Hunger (1953), come Charles Grey
  - pubblicato anche come Earth Set Free (1999), come E.C. Tubb
  - pubblicato anche come The Price of Freedom (2008), come E.C. Tubb
- I Fight for Mars (1953), come Charles Grey
  - pubblicato anche come I Fight for Mars (1998), come E.C. Tubb
- Venusian Adventure (1953)
- Cristalli maledetti (Alien Life, 1954)
- The Living World (1954), come Carl Maddox
- The Extra Man (1954)
  - pubblicato anche come Fifty Days to Doom (2010)
- Menace from the Past (1954), come Carl Maddox
- Il mondo sussurrante (The Metal Eater, 1954), come Roy Sheldon
- Journey to Mars (1954)
- Voragine nera (World at Bay, 1954)
  - pubblicato anche come Tide of Death (2008)
- La città senza ritorno (City of No Return, 1954)
- Hell Planet (1954)
- La lunga morte (The Resurrected Man, 1954)
- The Stellar Legion (1954)
- The Hand of Havoc (1954), come Charles Grey
- Enterprise 2115 (1954), come Charles Grey
  - pubblicato anche come The Mechanical Monarch (1958), come E.C. Tubb
  - pubblicato anche come The Extra Man (2000), come E.C. Tubb
- I pionieri di Marte (Alien Dust, 1955)
- Nati nello spazio o Lungo viaggio nella notte (Star Ship o The Space-Born, 1955)
- I Posseduti (Touch of Evil, 1957), come Arthur Maclean
  - pubblicato in versione rivista come The Possessed (2005), come E.C. Tubb
- Moon Base (1964)
- Death is a Dream (1967)
- The Life-Buyer (1967)
- C.O.D. - Mars (1968)
  - pubblicato anche come Fear of Strangers (2007)
- Escape into Space (1969)
- Il segreto delle Porte Spaziali (S.T.A.R. Flight, 1969)
- La corsa del manichino (Century of the Manikin, 1972)
- The Primitive (1977)
- Peso Morto (Death Wears a White Face, 1979)
  - pubblicato anche come Dead Weight (2007)
- La signorina Trevor, suppongo? (Stellar Assignment, 1979)
- La macchina della fortuna (The Luck Machine, 1980)
- Pawn of the Omphalos (1980)
- Terrore nell'iperspazio (Stardeath, 1983)
- Pandora's Box (1996, precedentemente inedito, scritto nel 1954)
- Temple of Death (1996, precedentemente inedito, scritto nel 1954)
- Alien Life (1998, versione rivista ed espansa di Alien Life [1954])
  - pubblicato anche come Journey into Terror (2009)
- Alien Worlds (1999, raccolta di Alien Dust [1955] e Alien Universe [1952])
- Footsteps of Angels (2004, precedentemente inedito, scritto circa nel 1988)
- The Life Buyer (2006)
- Starslave (2010, precedentemente inedito, scritto nel 1984)
- To Dream Again (2011)

### Raccolte di racconti brevi
- Supernatural Stories 9 (1957), sotto vari pseudonimi
- Ten From Tomorrow (1966)
- A Scatter of Stardust (1972)
- Kalgan the Golden (1996)
- Murder in Space (1997)
- The Best Science Fiction of E.C. Tubb (2003)
- Mirror of the Night and Other Weird Tales (2003)
- The Wager: Science Fiction Mystery Tales (2011)

### Romanzi brevi
- Freight (1953, Nebula 3)
- Subtle Victory (1953, Authentic Science Fiction 39]
- The Inevitable Conflict (1954, Vargo Statten Science Fiction 1-3)
- Forbidden Fruit (1954, Vargo Statten/British Science Fiction 4-6)
- Star Haven (1954, Authentic Science Fiction 52)
- Number Thirteen (1956, Authentic Science Fiction 69), come Douglas West
- The Big Secret (1956, Authentic Science Fiction 70), come Ken Wainwright
- The Give-Away Worlds (1956, Authentic Science Fiction 72), come Julian Cary
- Enemy of the State (1956, Authentic Science Fiction 74), come Ken Wainwright
- There's Only One Winner (1957, Authentic Science Fiction 81), come Nigel Lloyd
- The Touch of Reality (1958, Nebula 28)
- Galactic Destiny (1959, SF Adventures 10)
- La stirpe di Giove (Spawn of Jupiter, 1970, Vision of Tomorrow 11)

### Romanzi non di fantascienza
- Assignment New York (1955), come Mike Lantry
  - pubblicato anche come Assignment New York (1996), come E.C. Tubb
- The Fighting Fury (1955), come Paul Schofield
  - pubblicato anche come The Fighting Fury (1962), come Chuck Adams
  - pubblicato anche come The Gold Seekers (2000), come E.C. Tubb
- Comanche Capture (1955), come E. F. Jackson
  - pubblicato anche come The Captive (2000), come E.F. Jackson
  - pubblicato anche come The Captive (2010) come E.C. Tubb
- Sands of Destiny (1955), come Jud Cary
  - pubblicato anche come Sands of Destiny (2009), come E.C. Tubb
  - pubblicato anche come Sands of Destiny: A Novel of the French Foreign Legion (2011), come E.C. Tubb
- Men of the Long Rifle (1955), come J.F. Clarkson
  - pubblicato anche come The Pathfinders (2000), come Charles Grey
- Scourge of the South (1956), come M.L. Powers
  - pubblicato anche come The Marauders (1960), come M.L. Powers
  - pubblicato anche come Scourge of the South (2000), come George Holt
- Vengeance Trail (1956), come James Farrow
  - pubblicato anche come The Liberators (2000), come Brett Landry
- Trail Blazers (1956), come Chuck Adams
  - pubblicato anche come The Last Outlaw (1961), come Chuck Adams
  - pubblicato anche come Trail Blazers (2000), come Eric Storm
  - pubblicato anche come Trail Blazers (2007), come E.C. Tubb
- Quest for Quantrell (1956), come John Stevens
  - pubblicato anche come Night Raiders (1960), come John Stevens
  - pubblicato anche come Curse of Quantrill (2000), come Carl Maddox
- Drums of the Prairie (1956), come P. Lawrence
  - pubblicato anche come The Red Lance (1959), come L.P. Eastern
  - pubblicato anche come The Dying Tree (2000), come Edward Thomson
- Men of the West (1956), come Chet Lawson
  - pubblicato anche come Massacre Trail (1960), come Chuck Adams
  - pubblicato anche come Hills of Blood (2000), come Frank Weight
- Wagon Trail (1957), come Charles S. Graham
  - pubblicato anche come Cauldron of Violence (2000), come Gordon Kent
  - pubblicato anche come Cauldron of Violence (2010) come E.C. Tubb
- Colt Vengeance (1957), come James R. Fenner
  - pubblicato anche come Colt Law (1962), come Chuck Adams
  - pubblicato anche come The First Shot (2000), come E.C. Tubb

### The Gladiators
Tutti pubblicati come Edward Thomson.
1. Atilus the Slave (1975)
2. Atilus the Gladiator (1975)
3. Gladiator (1978)

### Fumetti
- Hellfire Landing (Commando numero 5, 1961)
- Target Death (Combat Library numero 102, 1961)
- Lucky Strike (War Picture Library numero 124, 1961)
- Calculated Risk (Air Ace Picture Library numero 78, 1961)
- Too Tough to Handle (War Picture Library numero 134, 1962)
- The Dead Keep Faith (War Picture Library numero 140, 1962)
- The Spark of Anger (Battle Picture Library numero 52, 1962)
- Full Impact (Air Ace Picture Library numero 92, 1962)
- I Vow Vengeance (War at Sea Picture Library numero 7, 1962)
- One Must Die (Battle Picture Library numero 72, 1962)
- Gunflash (War Picture Library numero 157, 1962)
- Hit Back (Battle Picture Library numero 69, 1962)
- Suicide Squad (War Picture Library numero 172, 1962)
- No Higher Stakes (Battle Picture Library numero 89, 1963)
- Penalty of Fear (Thriller Picture Library numero 444, 1963)

### Antologie
- Gateway to the Stars (a cura di John Carnell, 1955) - Unfortunate Purchase
- SF: The Year's Greatest Science Fiction and Fantasy (a cura di Judith Merril, 1956) - The Last Day of Summer
- SF '59: The Year's Greatest Science Fiction and Fantasy (a cura di Judith Merril, 1959) - Il pivello (Fresh Guy)
- The Vampire (a cura di Ornella Volta e Valerio Riva, 1963) - Il pivello (Fresh Guy)
- The Year's Best SF: 9 (a cura di Judith Merril, 1964) - Il vaso Ming (The Ming Vase)
- Dimension 4 (a cura di Groff Conklin, 1964) - Sense of Proportion
- Best of New Worlds (a cura di Michael Moorcock, 1965) - New Experience
- Weird Shadows from Beyond (a cura di John Carnell, 1965) - Il pivello (Fresh Guy)
- New Writings in SF 6 (a cura di John Carnell, 1965) - I cercatori ('The Seekers')
- The Year's Best SF: 11th (a cura di Judith Merril, 1966) - J is for Jeanne
- SF Reprise 1 (a cura di Michael Moorcock, 1966) - New Experience
- Window on the Future (a cura di Douglas Hill, 1966) - Sense of Proportion
- 9th Annual S-F (a cura di Judith Merril, 1967) - Il vaso Ming (The Ming Vase)
- The Devil His Due (a cura di Douglas Hill, 1967) - Return Visit
- More Tales of Unease (a cura di John Burke, 1969) - Little Girl Lost
- The Best of Sci-fi 12 (a cura di Judith Merril, 1970) - J is for Jeanne
- The Year's Best Horror Stories (a cura di Richard Davis, 1971) - Lucifer!
- New Writings in Horror and the Supernatural (a cura di David Sutton, 1971) - The Winner
- New Writings in SF 22 (a cura di Kenneth Bulmer, 1973) - Evane
- Space 1 (a cura di Richard Davis, 1973) - Mistaken Identity
- The 1974 Annual World's Best SF (a cura di Donald Wollheim), 1974) - Evane
- New Writings in SF 23 (a cura di Kenneth Bulmer, 1974) - Made to be Broken, Accolade
- History of the Science Fiction Magazine 1946-1955 (a cura di Mike Ashley, 1974) - La scommessa (The Wager)
- World's Best SF Short Stories 1 (a cura di Donald Wollheim), 1975) - Evane
- New Writings in SF 28 (a cura di Kenneth Bulmer, 1976) - Face to Infinity
- New Writings in SF 29 (a cura di Kenneth Bulmer, 1976) - Random Sample
- Best of British SF Vol. 2 (a cura di Mike Ashley, 1977) - Trojan Horse
- Strange Planets (a cura di A. Williams-Ellis e M. Pearson, 1977) - Made to be Broken
- New Writings in SF 30 (a cura di Kenneth Bulmer, 1978) - Read Me This Riddle
- Perilous Planets (a cura di Brian Aldiss, 1978) - I cercatori (The Seekers)
- The Androids Are Coming (a cura di Robert Silverberg, 1979) - The Captain's Dog
- Wollheim's World of Best SF (a cura di Donald Wollheim), 1979) - Evane
- Heroic Fantasy (a cura di Gerald Page e Hank Reinhardt, 1979) - Blood in the Mist
- Pulsar 2 (a cura di George Hay, 1979) - The Knife
- Jewels of Wonder (a cura di Mike Ashley, 1981) - Blood in the Mist
- The Drabble Project (a cura di Rob Meades and David B Wake, 1988) - As it Really Was, The Very Small Knife
- Space Stories (a cura di Mike Ashley, 1996) - Le campane di Acheron (The Bells of Acheron)
- Classical Stories: Heroic Tales from Ancient Greece and Rome (a cura di Mike Ashley, 1996) - The Sword of Freedom
- The New Random House Book of Science Fiction Stories (a cura di Mike Ashley, 1997) - Le campane di Acheron (The Bells of Acheron)
- Fantasy Annual 1 (a cura di Philip Harbottle e Sean Wallace, 1997) - Time and Again
- Heroic Adventure Stories: From the Golden Age of Greece and Rome (a cura di Mike Ashley, 1998) - The Sword of Freedom
- Giant Book of Heroic Adventure Stories (a cura di Mike Ashley, 1998) - The Sword of Freedom
- The Iron God/Tomorrow Gryphon Double (a cura di Philip Harbottle, 1998) - Tomorrow
- Fantasy Annual 2 (a cura di Philip Harbottle e Sean Wallace, 1998) - Gift Wrapped
- Fantasy Annual 3 (a cura di Philip Harbottle e Sean Wallace, 1999) - Fallen Angel
- Gryphon Science Fiction and Fantasy Reader 1 (a cura di Philip Harbottle, 1999) - Talk Not at All
- Fantasy Annual 4 (a cura di Philip Harbottle e Sean Wallace, 2000) - Afternoon
- Fantasy Quarterly 1 (a cura di Philip Harbottle, 2001) - The Inevitable Conflict
- Fantasy Adventures 1 (a cura di Philip Harbottle, 2002) - Child of Earth
- Fantasy Adventures 2 (a cura di Philip Harbottle, 2002) - Figona', 'Emergency Exit
- Fantasy Annual 5 (a cura di Philip Harbottle e Sean Wallace, 2003) - Lazarus
- Fantasy Adventures 3 (a cura di Philip Harbottle, 2003) - Illusion
- Fantasy Adventures 4 (a cura di Philip Harbottle, 2003) - The Greater Ideal
- Fantasy Adventures 5 (a cura di Philip Harbottle, 2003) - The Answer
- Fantasy Adventures 6 (a cura di Philip Harbottle, 2003) - Food for Friendship
- Fantasy Adventures 7 (a cura di Philip Harbottle, 2003) - Sell Me a Dream
- Mammoth Book of New Terror (a cura di Stephen Jones, 2004) - Mirror of the Night
- Fantasy Adventures 8 (a cura di Philip Harbottle, 2004) - Cappotto (Jackpot)
- Fantasy Adventures 9 (a cura di Philip Harbottle, 2004) - La stirpe di Giove (Spawn of Jupiter)
- Fantasy Adventures 10 (a cura di Philip Harbottle, 2004) - The Dilettantes
- Fantasy Adventures 11 (a cura di Philip Harbottle, 2004) - Agent
- Fantasy Adventures 12 (a cura di Philip Harbottle, 2006) - You Go
- Space:1999 - Shepherd Moon (a cura di Mateo Latosa, 2010) - Dead End